# Roberto Grosseteste
Roberto Grosseteste (en inglés, Robert Grosseteste) (Stradbroke, 1175 - Lincoln, 9 de octubre de 1253) fue un filósofo escolástico franciscano inglés, erudito en casi todos los ámbitos del saber de su época. Desempeñó el cargo de obispo de Lincoln durante el siglo XIII. Es conocido principalmente por sus aportaciones al estudio de la luz desde un punto de vista más cercano al de la ciencia moderna que a la especulación racional propia de la escolástica. Su teoría sobre la creación del Universo (véase creacionismo) ha sido considerada como un antecedente de la teoría del big bang. Además de sus aportaciones en los campos de la física, la filosofía y la teología, realizó un importante trabajo como traductor de obras de neoplatónicos, especialmente del pseudo Dionisio Areopagita, de obras de Juan Damasceno y de Aristóteles. Defendió la reducción al absurdo como método de investigación de la naturaleza. Tuvo en cuenta las cuatro hipótesis para su teoría del arcoíris. Aparte de sus comentarios sobre Aristóteles, sobre Boecio y sobre otros filósofos, se conservan numerosos escritos suyos sobre historia natural, por ejemplo sobre el calor, el movimiento, el sonido, los colores, la luz, la presión atmosférica, el arcoíris, el astrolabio, los cometas, la nigromancia, la brujería o incluso sobre la agricultura (Regulae agriculturae per menses digestae).

## Biografía
Se trata de un importante representante de la historia del pensamiento medieval y gran precursor de la filosofía moderna, en particular por su influencia sobre Roger Bacon, Guillermo de Ockham y Duns Scoto, así como por su intención de introducir el pensamiento aristotélico en la Universidad de Oxford. Fue probablemente el primer canciller de esta universidad.[cita requerida]

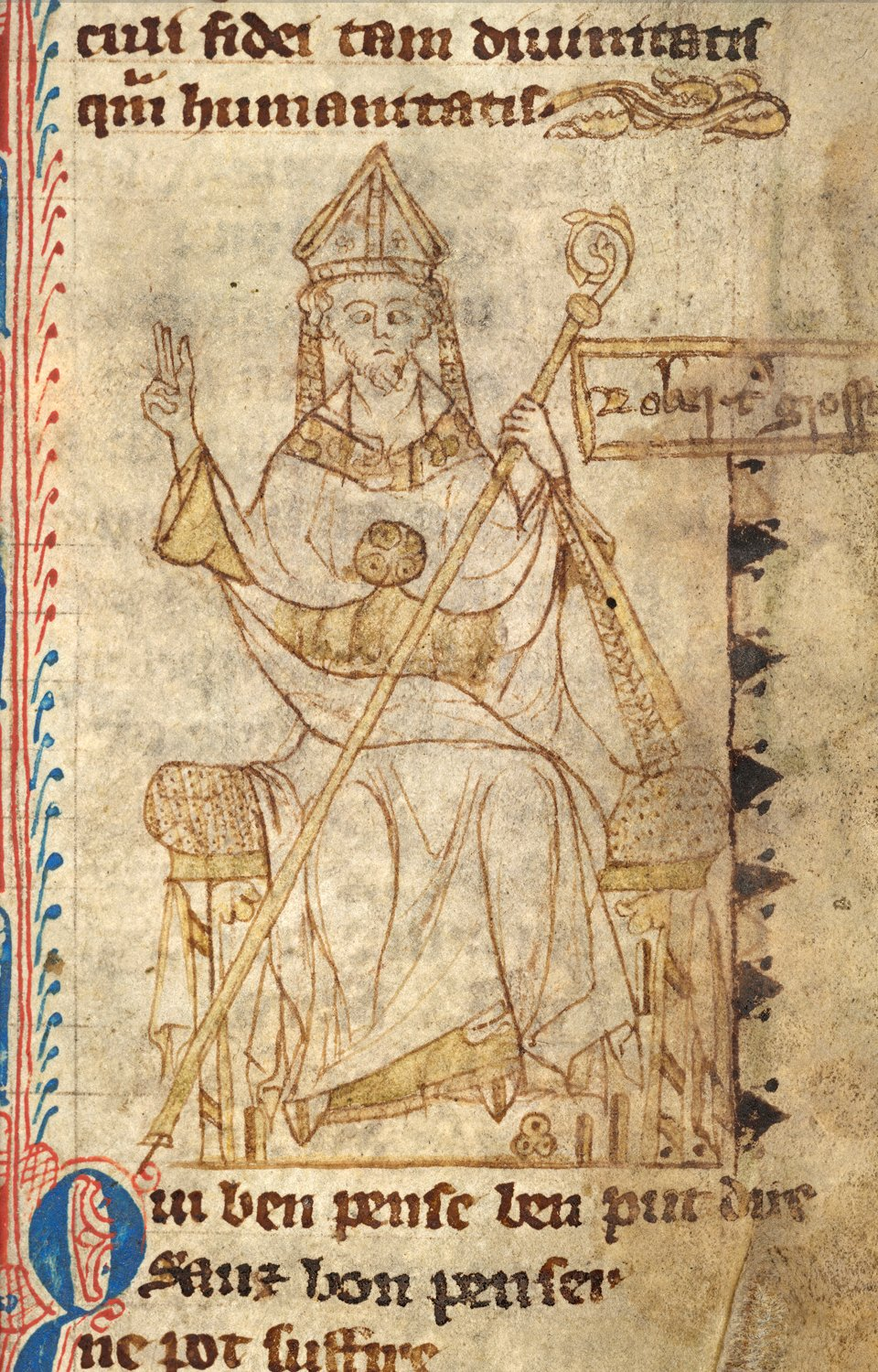

Recuperó para el método científico la idea griega de explicación. Su concepción de la ciencia implicaba observaciones y experimentos. La posibilidad de aplicar la matemática a la ciencia física sería desarrollada, en el siglo XIV, por otro grupo de discípulos suyos, vinculados al Merton College, conocidos como los Calculatores, quienes desarrollaron una matemática del movimiento.[cita requerida]
Su nombre proviene del latín e indica Grossum caput ("Cabeza grande"): es seguro que se refería a su gran capacidad de estudio y gran memoria.[cita requerida]
Su línea de pensamiento proponía retomar el pensamiento de San Agustín, procurando volver a la tradición escolástica tal como se formuló en su origen. Fue un gran erudito que logró escribir sobre casi todos los ámbitos del saber: astronomía, matemáticas, teología, etcétera.[cita requerida]

## Obra
Trabajó en innumerables obras desde 1220 hasta 1235 y escribió varios tratados científicos, entre los que se incluye:
- De sphera se considera una aportación a la astronomía.
- De accessione et recessione maris, sobre los movimientos de las olas y las mareas.
- De lineis, angulis et figuris, razonamiento geométrico en ciencias naturales.
- De iride, un tratado sobre el arcoíris.

Se menciona habitualmente como uno de los mayores comentadores de la obra de Aristóteles.
Se conserva también más de un centenar de cartas escritas por él.

## El renacimiento de la cultura anglosajona en Oxford
La cultura cristiana y clásica se había conservado en Inglaterra mientras se había prácticamente perdido en el continente. Renace con el imperio carolingio, gracias precisamente a la labor de Alcuino de York, siglo VIII, que desde Inglaterra fundó bibliotecas a partir de los libros procedentes de la isla y estableció diversas escuelas de enseñanza del trivium y el quadrivium, y continúa su labor en el siglo IX con Juan Escoto Erígena.[cita requerida]
El movimiento cisterciense, común en ambos países, y la recuperación de los escritos clásicos, sobre todo los de Aristóteles, junto con las aportaciones científicas de los árabes, a partir del siglo XI, renuevan en Inglaterra el espíritu de la Escuela de Chartres, especialmente con Juan de Salisbury.
Poco a poco se diferencia Inglaterra de la cultura francesa simbolizada en la Universidad de París, donde permanece más el espíritu dialéctico introducido por Pedro Abelardo y la preocupación por una filosofía entendida como "ancilla Theologiae".
De este modo, concretamente en Oxford, resurge el espíritu platónico-agustiniano: se estudian lenguas, sobre todo el árabe, y se cultiva el conocimiento de la ciencia natural, de la mano del aristotelismo y de los árabes, y resulta de especial interés el estudio de la matemática, menospreciada por los teólogos de París. Fue de especial relevancia el espíritu de la orden franciscana frente al de la orden dominica que prevalece en el continente.

## Cosmología de la luz
Grosseteste conoció los tratados de óptica árabes y, bajo la influencia del neoplatonismo, consideró la luz como la materia original creada por Dios de la nada, a partir de la cual se sustancia el universo entero. La luz es una sustancia corpórea pero enormemente próxima a lo incorpóreo, siendo su principal propiedad engendrarse a sí misma perpetuamente; generada en un punto, se expande en forma esférica en todas las direcciones, de modo instantáneo. En su expansión se va enrareciendo hasta llegar a un límite (pues la materia no puede ser infinita). Por extenderse en las tres dimensiones del espacio, la luz engendra la corporeidad. En su difusión, extiende consigo la materia, de la que es inseparable. De este modo, la luz es la primera forma creada por Dios en la materia prima a la que va unida y constituye así el principio del universo que contemplamos. El límite máximo de propagación de la luz constituye el firmamento, que refleja a su vez la luz hacia el centro del mundo. Al reflejarse, la luz engendra las nueve esferas celestes, siendo la más inferior la de la Luna. Por encima de esta esfera no hay movimiento, mientras que por debajo se escalonan y se mezclan los cuatro componentes: fuego, aire, agua y tierra.[cita requerida]

## Conocimiento de la ciencia de la naturaleza
Más que por descubrimientos especiales, la importancia de Grosseteste proviene por introducir y destacar la importancia de las matemáticas en el conocimiento científico de la naturaleza física.[cita requerida]

utilitas considerationis linearum, angulorum et figurarum est maxima, quoniam impossibile est sciri naturalem philosophiam sine illis: valent in toto universo et partibus eius absolute.
Es muy importante la utilidad de considerar el estudio de las líneas, de los ángulos y de las figuras, porque es imposible conocer la filosofía natural sin ellas: valen absolutamente para todo el universo y sus partes.
Roberto Grosseteste

Pues las acciones naturales se propagan según las leyes de la reflexión y de la refracción. Por ello hay que conocer a fondo las figuras fundamentales: la esfera, porque es el modo de propagación de la luz; y la pirámide porque es el modo más poderoso en que un agente puede ejercer en una superficie partiendo de un punto. Todo puede explicarse mediante los principios de la óptica y de la geometría. Tales principios son la base de inspiración para su discípulo Roger Bacon.[cita requerida]

## El conocimiento
El hombre ocupa el centro del Mundo lo mismo que Dios es el centro de la Creación. El alma, por tanto obra también en función de la luz mediante el cuerpo y los sentidos. El alma obra sobre el cuerpo pero no viceversa, tal como piensa S. Agustín. Por eso el entendimiento es una facultad del alma, no del cuerpo, y no necesita elemento corporal alguno para obrar y conocer. Contemplando las cosas materiales puede ir abstrayendo las formas de la naturaleza, según el modo platónico, liberándose poco a poco del peso material del cuerpo; pero solamente las almas elegidas, liberadas por el amor de Dios, pueden en esta vida, llegar a la contemplación de las Ideas. La teoría de la iluminación de San Agustín constituye la base de su teoría del conocimiento. Su espíritu científico es un claro antecedente de la idea galileana acerca de que el universo está escrito en lenguaje matemático.